# 草野町
草野町（くさのまち）は、福岡県三井郡にあった町。現在の久留米市の一部。

## 地理
耳納山地発心山の北麓の扇状地に位置していた。

## 歴史

### 沿革
- 1889年（明治22年）4月1日 - 町村制の施行により、山本郡 紅桃林村、草野村、矢作村、吉木村が合併して村制施行し、草野村が発足[2][3]。
- 1894年（明治27年）7月21日 - 町制施行し草野町となる[2][3]。
- 1896年（明治29年）4月1日 - 郡の統合により三井郡に所属[2][4]。
- 1898年（明治31年）- 草野貯蓄銀行設立[2]
- 1959年（昭和34年）11月5日 - 大字矢作（一部）、吉木（一部）を三井郡善導寺町に編入[2][3]。
- 1960年（昭和35年）7月1日 - 久留米市に編入され廃止[2][3]。

### 地名の由来
発心城の城下町に由来する。

## 交通

### 鉄道
- 1904年（明治37年）- 筑後馬鉄（のち筑後軌道）久留米 - 吉井間開通[2]。
- 1913年（大正2年）- 筑後軌道 糀目から草野まで草野支線延長[2]。

### 林道
- 1950年（昭和25年）- 発心山林道開設[2]

## 教育

### 小学校
- 1889年（明治22年） - 草野尋常小学校開校[2]
- 1906年（明治39年） - 草野尋常高等小学校となる[2]。